# Jochi
Jochi (em mongol médio: ᠵᠥᠴᠢ; em mongol: Зүчи; romaniz.: Zütchi; em chinês: 朮赤; romaniz.: Zhú chì (pinyin); 1182 - 1225) foi um nobre mongol dos séculos XII e XIII e o filho mais velho de Gêngis Cã com sua esposa Borte.

## Vida
Jochi nasceu em cerca de 1182. Era filho de Borte e possivelmente de Gêngis Cã. Por ter nascido após sua mãe ser estuprada por membros da tribos dos merquites, houve dúvidas quanto a sua paternidade. Gêngis sempre o tratou como legítimo, mas a sua relação com Chagatai, o segundo filho de seu pai, foram particularmente ruins devido a essa dúvida, pois caso fosse ilegítimo, Chagatai tornar-se-ia herdeiro direto. Em 1203, Gêngis organizou casamentos (cudas) com mulheres dos clãs conguirado (de sua mãe) e queraíta. Em 1204, comandou tropas na conquistas dos merquites ao norte, e após a unificação da Mongólia, foi à Sibéria em 1207, onde submeteu os povos das florestas. Em novembro de 1211, fez campanha no sudoeste da Mongólia Interior com Chagatai e Oguedai e no outono de 1213, em Hebei e Xanxim. Em 1218-1219, acompanhou Subedei contra os quipechaques.
Segundo a História Secreta dos Mongóis, Gêngis ignorou Jochi e Chagatai como seus sucessores e escolheu Oguedai em 1219. Um dos motivos, diz a fonte, é que a reputação de Jochi só como caçador não inspirava confiança em suas habilidades com governante. Na campanha na Ásia Central, comandou o flanco direito, saqueando as cidades ao longo do Sir Dária (primavera de 1220) antes de ajudar Oguedai e Chagatai na destruição de Urguenche (primavera de 1221). Gêngis deu a Jochi a Corásmia e as estepes do rio Chu a oeste, que deveriam servir de base para a conquista futura dos quipechaques. No entanto, em vez de seguir com o plano, decidiu se ocupar da caça, e em 1224 deu a seu pai uma grande manada de burros selvagens. Jochi morreu prematuramente em 1225 e deixou seu ulus (povo) para seu filho Batu.